# Shigeru Shirai
Shigeru Shirai (白井 滋, Shirai Shigeru) est un ichtyologiste japonais spécialiste des Elasmobranchii, en particulier les requins. Diplômé du département de zoologie de l'Université de Tokyo avec un PhD en sciences halieutiques, il est rédacteur du journal japonais Ichthyological Research et auteur du livre Squalean Phylogeny.

## Source de la traduction
- (en) Cet article est partiellement ou en totalité issu de l’article de Wikipédia en anglais intitulé « Shirai Shigeru » (voir la liste des auteurs).